# Gewog di Daga
Il gewog di Daga è uno dei quindici raggruppamenti di villaggi del distretto di Wangdue Phodrang, nella regione Centrale, in Bhutan.